# Herrarnas förföljelse i bancykling vid olympiska sommarspelen 1976
Herrarnas individuella förföljelse i bancykling vid olympiska sommarspelen 1976 ägde rum den 21-24 juli 1976 i Montréal.

## Medaljörer
| Event                 | Guld                      | Silver                        | Brons                      |
| Herrarnas förföljelse | Gregor Braun Västtyskland | Herman Ponsteen Nederländerna | Thomas Huschke Östtyskland |

## Resultat
| Placering | Slutlig placering          |
| --------- | -------------------------- |
|           | Gregor Braun (FRG)         |
|           | Herman Ponsteen (NED)      |
|           | Thomas Huschke (GDR)       |
| 4.        | Vladimir Osokin (URS)      |
| 5.        | Orfeo Pizzoferrato (ITA)   |
| 6.        | Garry Sutton (AUS)         |
| 7.        | Jan Georg Iversen (NOR)    |
| 8.        | Michal Klasa (TCH)         |
| 9.        | Mike Richards (NZL)        |
| 10.       | Jan Jankiewicz (POL)       |
| 11.       | Jean-Louis Baugnies (BEL)  |
| 12.       | Jean-Jacques Rebière (FRA) |
| 13.       | Harry Hannus (FIN)         |
| 14.       | Robert Dill-Bundi (SUI)    |
| 15.       | Yoichi Machishima (JPN)    |
| 16.       | Gábor Szücs (HUN)          |
| 17.       | Raúl Marcelo Vázquez (CUB) |
| 18.       | Fernando Vera (CHI)        |
| 19.       | Leonard Nitz (USA)         |
| 20.       | Ian Hallam (GBR)           |
| 21.       | Washington Díaz (URU)      |
| 22.       | Bojan Ropret (YUG)         |
| 23.       | Erol Küçükbakirci (TUR)    |
| 24.       | Tang Kam Man (HKG)         |
| 25.       | Donald Christian (ANT)     |
| 26.       | José Jaime Galeano (COL)   |
| 27.       | Gholam Hossein Koohi (IRI) |